# 수정 뉴턴 역학
수정 뉴턴 역학(Modified Newtonian Dynamics, MOND)는 뉴턴이 발견한 만유인력의 법칙을 수정한 이론이다.

## 개요

예측한 결과인 (A)와 관측된 결과인 (B)이다.

수정 뉴턴 역학은 암흑물질없이 회전하는 은하를 설명하는 이론이다. 1983년 이스라엘의 물리학자 모르더하이 밀그롬이 처음 제안했다. 뉴턴의 중력 이론에 따르면 행성의 공전 속도는 거리가 멀어질수록 느려진다. 그러나 은하 원반의 회전을 도플러 효과로 측정한 결과 공전 속도는 느려지지 않고 일정하다는 것이 밝혀졌다. 은하의 질량 분포가 태양계와 달리 일정하지 않더라도 질량 중심에서 공전 속도는 빨라져야 한다. 천문학자들은 암흑물질을 도입함으로써 문제를 해결하려 했다. 관측불가능한 영역에 분포하는 물질의 질량이 은하를 안정시키기 때문에 이러한 현상이 발생한다고 생각했다. 그러나 밀그롬의 생각은 달랐다. 밀그롬은 암흑물질없이 은하의 회전을 설명하려 했다.

## 텐서-벡터-스칼라 중력
수정 뉴턴 역학이 뉴턴 역학의 근사가 적용되는 구간에서 올바르다면, 상대성이론이 적용되는 속도가 빠른 상황에 맞는 일반화가 있어야 한다.(상대성이론은 은하적 거리 이내에서 매우 정확한 것이 실험결과 밝혀진 이론이므로) 이스라엘의 물리학자 제이콥 베켄슈타인은 텐서-벡터-스칼라 중력을 발표하여 수정 뉴턴 역학을 일반화시켰다.

## 참고 자료
기술적:
- Scholarpedia entry on the subject written by Mordehai Milgrom
- Modified Newtonian Dynamics: Observational Phenomenology and Relativistic Extensions, Famaey, McGaugh, 16 Dec 2011, updated 20 May 2012
- A Tale of Two Paradigms: the Mutual Incommensurability of LCDM and MOND, McGaugh, 29 Apr 2014, updated 17 May 2014
- MOND Theory, Milgrom, 30 Apr 2014, updated 31 Aug 2014
- Galaxies as simple dynamical systems: observational data disfavor dark matter and stochastic star formation, Kroupa, 18 Jun 2014
- Modified Gravity and Cosmology, Clifton, 13 Jun 2011, updated 12 Mar 2012
- Alternatives to Dark Matter and Dark Energy, Mannheim, 12 May 2005, updated 1 Aug 2005

인기:
- MOND: time for a change of mind?, Milgrom, 26 Aug 2009
- "Dark matter" doubters not silenced yet 보관됨 2016-05-20 - 웨이백 머신, World Science, 2 Aug 2007
- Does Dark Matter Really Exist? 보관됨 2014-10-23 - 웨이백 머신, Milgrom, Scientific American, Aug 2002
- Dark matter critics focus on details, ignore big picture, Lee, 14 Nov 2012